# Terpsichore bipinnata
Terpsichore bipinnata là một loài thực vật có mạch trong họ Polypodiaceae. Loài này được (Stolze) A.R. Sm. miêu tả khoa học đầu tiên năm 1995.